# Pessoux
Pessoux (valonă Pessou) este o localitate din comuna Ciney, în Valonia, Belgia. Până în 1977 Pessoux era o comună separată, după această dată fiind înglobată in comuna Chiney teritoriul fiind organizat ca o secțiune a noii comune. De aceasta mai depind și localitățile Janné și Trisogne.